# Palau del Marqués de Sant Josep
El palau del marqués de Sant Josep és un edifici palatí situat a la localitat d'Otos, a la Vall d'Albaida (País Valencià).

## Història
El palau fou construït per Joan Nunyes, marqués de Sant Josep i senyor de Sant Pere i Guadasséquies, quan adquirí la baronia d'Otos el 1725.
Els antics barons mantingueren la propietat de l'edifici fins que, en la segona meitat del segle xix, el darrer marqués de Sant Josep perdé el palau jugant a cartes al casino de Montecarlo. El guanyador es desplaçà a Otos per buscar un comprador, trobant-lo en una de les persones més riques del poble, Francesc Vicent Olivares i Castell. D'aquest el palau passà a Silví Olivares i Ordinyana i d'aquest a la seua filla, que era invident i el va llegar a l'ONCE. Des dels anys huitanta, l'ajuntament de la població ha mantingut negociacions amb l'organització de cecs per a la restauració del palau i el seu ús com a bé públic. Finalment, després de la seua adquisició i restauració és la seu de l'ajuntament d'Otos.

## Descripció

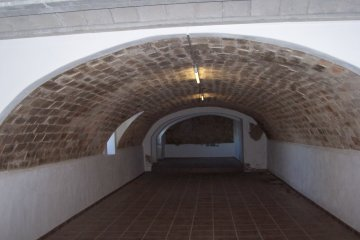
Celler del palau.

Es tracta d'un palau barroc amb aspecte de casa gran i cúbica (22,7 x 17,8 m.), amb una torre adossada a un angle posterior (4,4 x 5,8 m.) que té una funció més aviat simbòlica, ja que a l'interior hi ha una escala que comunica els distints nivells de l'edifici.
Té un pati quadrangular (5,2 x 6,6 m), que segueix la tradició dels palaus valencians, amb dos arcs rebaixats oberts a la planta baixa. A la planta noble es localitzen diverses estances sense decoració remarcable. Als soterranis hi ha un celler ben conservat. El tercer pis és la cambra, situada sota la teulada.
A la façana del palau destaca la portalada allindanada d'una grandària considerable, treballada amb pedra blanca i arredonida formant una lleugera convexitat a la seua part interior. Al mig de la llinda hi ha un espai destinat per a les armes del senyor però que no es dugué a terme. Tres balcons corresponents amb la planta noble s'obrin a la façana, on també hi ha un rellotge de sol i un retaule de taulellets ceràmics que representa la Santíssima Trinitat.
L'edifici està coronat amb una galeria de díhuit arquets de mig punt, separats per pilastretes dòriques amb entaulament de fris corregut dalt, i motllures decoratives a la part inferior.